# NGC 7622
NGC 7622 este o galaxie situată în constelația Tucanul. A fost descoperită în 1 noiembrie 1834 de către John Herschel.